# Danh sách tập phim Digimon Ghost Game
Digimon Ghost Game là phim hoạt hình Nhật Bản sản xuất bởi Toei Animation. Phim được phát sóng trên Fuji Television từ ngày 3 tháng 10 năm 2021 và dự kiến kết thúc vào ngày 26 tháng 3 năm 2022. 
Bài hát mở đầu là FACTION của nhóm Wienners (trừ tập đặc biệt); bài hát kết thúc lần lượt là Pedal của nhóm Aiiro Apollo được sử dụng từ tập 1 đến tập 12, Datte Kyō made Koiwazurai (だって今日まで恋煩い) của nhóm BMK được sử dụng từ tập 13 đến tập 21, Hikari aru monotachi (ひかりあるものたち) của nhóm Bye-Bye-Hand no Hōteishiki được sử dụng từ tập 22 đến tập 31, Monster Disco (モンスターディスコ) của Suga Shigao và Hyadain được sử dụng từ tập 32 đến tập 44, Strawberry của nhóm Korobe được sử dụng từ tập 45 đến tập 57 và Take Me Maybe của nhóm Penthouse được sử dụng từ tập 58; hai bài hát lồng trong anime là First Riders và Makuake của Yoshimasa Masukura.

## Tổng quan
| Mùa | Mùa | Số tập | Số tập | Phát sóng gốc       | Phát sóng gốc       |
| Mùa | Mùa | Số tập | Số tập | Phát sóng lần đầu   | Phát sóng lần cuối  |
| --- | --- | ------ | ------ | ------------------- | ------------------- |
|     | 9   | 67     | 67     | 3 tháng 10 năm 2021 | 26 tháng 3 năm 2023 |

## Danh sách tập
| STT tập phim | Tên tập phim | Ngày phát sóng gốc   |
| ------------ | --- | -------------------- |
|              | |                      |
| 1            | "Người khâu miệng" "Kuchi nū otoko" (口縫男)                                                                        | 3 tháng 10 năm 2021  |
| 2            | "Bí ẩn trong bảo tàng" "Hakubutsukan no kai" (博物館ノ怪)                                                           | 10 tháng 10 năm 2021 |
| 3            | "Nghệch ngoạc" "Rakugaki" (ラクガキ)                                                                                | 24 tháng 10 năm 2021 |
| 4            | "Ngôi nhà hình nộm" "Ningyō no yakata" (人形ノ館)                                                                   | 31 tháng 10 năm 2021 |
| 5            | "Cơn thịnh nộ của thần linh" "Kami no ikari" (神ノ怒リ)                                                             | 7 tháng 11 năm 2021  |
| 6            | "Bài hát bị nguyền rủa" "Norowareta uta" (呪ワレタ歌)                                                               | 14 tháng 11 năm 2021 |
| 7            | "Chim" "Tori" (鳥)                                                                                                  | 21 tháng 11 năm 2021 |
| 8            | "Bách quỷ dạ hành" "Hyakki Yakō" (百鬼夜行)                                                                         | 28 tháng 11 năm 2021 |
| 9            | "Thời gian bị bẻ cong" "Nejireta toki" (捻レタ時)                                                                   | 5 tháng 12 năm 2021  |
| 10           | "Trò chơi tử thần" "Shi no yūgi" (死ノ遊戯)                                                                         | 12 tháng 12 năm 2021 |
| 11           | "Kamaitachi" (カマイタチ)                                                                                           | 19 tháng 12 năm 2021 |
| 12           | "Lá thư bất hạnh" "Fukō no Tegami" (不幸ノ手紙)                                                                     | 26 tháng 12 năm 2021 |
| 13           | "Đao phủ" "Shokeinin" (処刑人)                                                                                      | 9 tháng 1 năm 2022   |
| 14           | "Tọa Phu Đồng Tử" "Zashiki warashi" (座敷童)                                                                        | 16 tháng 1 năm 2022  |
| 15           | "Ngôi nhà bói toán" "Uranai no Yakata" (占イノ館)                                                                   | 23 tháng 1 năm 2022  |
| 16           | "Rừng ăn thịt người" "Hitomuri no mori" (人喰ノ森)                                                                  | 30 tháng 1 năm 2022  |
| 17           | "Địa ngục băng giá" "Gokkan jigoku" (極寒地獄)                                                                      | 6 tháng 2 năm 2022   |
| 18           | "Vương quốc trẻ thơ" "Kodomo no kuni" (子供ノ国)                                                                    | 13 tháng 2 năm 2022  |
| 19           | "Thời khắc ma mị" "Ōmagatoki" (逢魔ガ時)                                                                            | 20 tháng 2 năm 2022  |
| 20           | "Hỏa ngục" "Honō no Kangoku" (炎ノ監獄)                                                                             | 27 tháng 2 năm 2022  |
| 21           | "Sự quyến rũ của nhện" "Kumo no Yūwaku" (蜘蛛ノ誘惑)                                                                | 6 tháng 3 năm 2022   |
| 22           | "Ác mộng" "Akumu" (悪夢)                                                                                            | 17 tháng 4 năm 2022  |
| 23           | "Tiếng côn trùng rên rỉ" "Umeku mushi" (ウメク蟲)                                                                   | 24 tháng 4 năm 2022  |
| 24           | "Tình yêu méo mó" "Hizunda ai" (歪ンダ愛)                                                                           | 1 tháng 5 năm 2022   |
| S            | "Thế giới kì bí qua lời kể của Takenaka Naoto" "Takenaka Naoto ga hanasu Kaiki no sekai" (竹中直人が話す怪奇の世界) | 8 tháng 5 năm 2022   |
| 25           | "Buổi tiệc đỏ thẫm" "Kurenai no kyōen" (紅ノ饗宴)                                                                   | 15 tháng 5 năm 2022  |
| 26           | "Lâu đài đói khát" "Kiga yashiki" (飢餓屋敷)                                                                        | 22 tháng 5 năm 2022  |
| 27           | "Mĩ yêu dịch" "Biyōeki" (美妖液)                                                                                    | 29 tháng 5 năm 2022  |
| 28           | "Kẻ cắp khuôn mật" "Kao tori" (顔取リ)                                                                              | 5 tháng 6 năm 2022   |
| 29           | "Phấn hoa lạ kỳ" "Yō kafun" (妖花粉)                                                                                | 12 tháng 6 năm 2022  |
| 30           | "Người bạn xấu" "Akuyū" (悪友)                                                                                      | 19 tháng 6 năm 2022  |
| 31           | "Tsujigiri" (辻斬リ)                                                                                                | 26 tháng 6 năm 2022  |
| 32           | "Ngươi là ai" "Omae wa Dareda" (オマエハ誰ダ)                                                                       | 3 tháng 7 năm 2022   |
| 33           | "Lời thầm của hồn ma" "Shiryō no Sasayaki" (死霊ノ囁キ)                                                             | 10 tháng 7 năm 2022  |
| 34           | "Người leo tường" "Kabe Hau Mono" (壁這ウ者)                                                                        | 17 tháng 7 năm 2022  |
| 35           | "Ma sói" "Hito Ōkami" (人狼)                                                                                        | 24 tháng 7 năm 2022  |
| 36           | "Mê cung ai oán" "Nageki no Meikyū" (嘆キノ迷宮)                                                                    | 31 tháng 7 năm 2022  |
| 37           | "Xác sống" "Shiryō no Mure" (死霊ノ群レ)                                                                            | 7 tháng 8 năm 2022   |
| 38           | "Âm Dương Sư" "Onmyōji" (陰陽師)                                                                                    | 14 tháng 8 năm 2022  |
| 39           | "Hòn đảo lây nhiễm" "Kansen Kotō" (感染孤島)                                                                        | 21 tháng 8 năm 2022  |
| 40           | "Bờ biển xoắn ốc" "Rasen Kaigan" (螺旋海岸)                                                                         | 28 tháng 8 năm 2022  |
| 41           | "Chú hề" "Dōkeshi" (道化師)                                                                                         | 4 tháng 9 năm 2022   |
| 42           | "Kẻ săn người" "Hito Gari" (人狩リ)                                                                                 | 11 tháng 9 năm 2022  |
| 43           | "Mắt đỏ" "Akame" (赤目)                                                                                             | 18 tháng 9 năm 2022  |
| 44           | "Vết gỉ sét" "Akasabi" (赤錆)                                                                                       | 25 tháng 9 năm 2022  |
| 45           | "Bản tin ma quái" "Yūrei Shinbun" (幽霊新聞)                                                                        | 2 tháng 10 năm 2022  |
| 46           | "Bữa tối của Nữ vương" "Joō no Bansan" (女王ノ晩餐)                                                                 | 9 tháng 10 năm 2022  |
| 47           | "Ký ức vĩnh hằng" "Eien no Kioku" (永遠ノ記憶)                                                                      | 16 tháng 10 năm 2022 |
| 48           | "Cô dâu trắng" "Shiroi Hanayome" (白イ花嫁)                                                                         | 23 tháng 10 năm 2022 |
| 49           | "Lễ hội thu hoạch đỏ thẫm" "Shinku no Shūkakusai" (真紅ノ収穫祭)                                                    | 30 tháng 10 năm 2022 |
| 50           | "Trả ơn" "Okaeshi" (オカエシ)                                                                                       | 6 tháng 11 năm 2022  |
| 51           | "Không đầu" "Kubi Nashi" (首ナシ)                                                                                   | 13 tháng 11 năm 2022 |
| 52           | "Hồ nước bí ẩn" "Ayakashi no Mizuumi" (妖ノ湖)                                                                      | 20 tháng 11 năm 2022 |
| 53           | "Vua tri thức" "Chishiki Ō" (知識王)                                                                                | 27 tháng 11 năm 2022 |
| 54           | "Thiên lý nhãn" "Senrigan" (千里眼)                                                                                 | 4 tháng 12 năm 2022  |
| 55           | "Bakeneko" (化ケ猫)                                                                                                 | 11 tháng 12 năm 2022 |
| 56           | "Ô uế" "Kegare" (穢レ)                                                                                              | 18 tháng 12 năm 2022 |
| 57           | "Chiếc taxi ma ám" "Yūrei Takushī" (幽霊タクシー)                                                                   | 25 tháng 12 năm 2022 |
| 58           | "Kim tự tháp" "Kinjitō" (金字塔)                                                                                    | 8 tháng 1 năm 2023   |
| 59           | "Jiraiya" (児雷也)                                                                                                  | 15 tháng 1 năm 2023  |
| 60           | "Ma nước" "Mizu no Yūrei" (水ノ幽霊)                                                                                | 22 tháng 1 năm 2023  |
| 61           | "Người về từ âm phủ" "Yomi Gaeri" (ヨミガエリ)                                                                      | 29 tháng 1 năm 2023  |
| 62           | "Tầng kỳ lạ" "Maboroshi no Kai" (幻ノ階)                                                                            | 5 tháng 2 năm 2023   |
| 63           | "Ham ăn" "Bōshoku" (暴食)                                                                                           | 12 tháng 2 năm 2023  |
| 64           | "Tiếng gọi" "Yobigoe" (呼ビ声)                                                                                      | 19 tháng 2 năm 2023  |
| 65           | "Vùng tối của sự diệt vong" "Kuro no Kesshiken" (黒ノ決死圏)                                                        | 26 tháng 2 năm 2023  |
| 66           | "Rồng đen tuyền của sự hủy diệt" "Hametsu no Shikkokuryū" (破滅ノ漆黒竜)                                            | 19 tháng 3 năm 2023  |
| 67           | "Kẻ nuốt chửng tất cả" "Subete o Kurau Mono" (スベテヲ喰ラウモノ)                                                   | 26 tháng 3 năm 2023  |

Đây là một danh sách chưa hoàn chỉnh. Bạn có thể giúp Wikipedia .